# Titti Mariani
Prof. dr. Celestina (Titti) Mariani (Taranto, 20 juli 1953) is sinds 1993 hoogleraar Moleculaire Plantenfysiologie aan de Radboud Universiteit te Nijmegen. Haar leeropdracht is Plantkunde, in het bijzonder de celbiologie van de plant en de voortplanting bij planten.
Op 29 juni 1979 promoveerde Mariani binnen de Biologie, aan de Universiteit van Napels, waar ze sinds 1973 biologie studeerde. Haar scriptie had de titel: ‘The Genetic and Molecular Characterization of two bobbed loci in D. melanogaster’ met Dr. F. Graziani and Prof. Edoardo Boncinelli als supervisoren.
Op 26 april 2019 werd Mariani gedecoreerd als Officier in de Orde van Oranje-Nassau.